# Histoire de la Guyane britannique pendant la Seconde Guerre mondiale
L'histoire de la Guyane britannique pendant la Seconde Guerre mondiale commence en 1939, après le déclenchement de la guerre en Europe et la déclaration de guerre du Royaume-Uni à l'Allemagne nazie. Comme toutes les autres colonies britanniques dans les Antilles, la Guyane britannique apporta son plein appui à l'effort de guerre des Alliés en fournissant du personnel pour les Forces armées britanniques, des terres pour une base militaire américaine, et des matières premières pour la production de guerre. Bien que l'économie guyanienne souffrit initialement de la guerre, des projets d'infrastructure à grande échelle furent entrepris afin d'optimiser la production de marchandises pour l'effort de guerre et, à la fin de la guerre, en 1945, l'économie guyanienne avait plus que récupéré.
Il y eut aussi d'importants changements dans le système politique du pays au cours de la même période, comme la légalisation des partis politiques et l'émancipation des femmes,.

## Histoire

### Économie
Le déclenchement de la Seconde Guerre mondiale entraîna un déclin de l'économie de la Guyane britannique, en raison d'une diminution des échanges, qui, initialement, conduisit à une hausse du chômage. La guerre entraîna également une pénurie des biens importés de Grande-Bretagne et d’Amérique du Nord, car de nombreux navires marchands étaient alors utilisés pour le transport militaire. Les effets de la pénurie de biens importés se firent ressentir dans tout le pays. Par exemple, il n'y avait pas de nouveaux pneus de bicyclette ou de chambres à air, si bien que les propriétaires de bicyclettes durent improviser en utilisant des pièces de caoutchouc mises au rebut pour confectionner des rustines. Il y eut aussi une grave pénurie de farine et d'essence pour les véhicules, et le kérosène pour les usages domestiques fut rationné. Le gouvernement contrôlait les prix des biens, en particulier des produits alimentaires, et apporta des subventions pour les importations indispensables. Cependant, les populations s’adaptèrent rapidement à la situation et il n'y eut pas de grave manque de nourriture car les agriculteurs guyaniens produisirent de grandes quantités de riz, de manioc, de bananes plantains, de patates douces, d’eddoes (Colocasia esculenta) et de légumes, issus des cultures vivrières.
Malgré les contraintes économiques créées par la guerre, des projets d'infrastructure furent réalisés dans diverses parties du pays. En 1940, par exemple, des projets de drainage et d'irrigation, évalués à huit millions de dollars, commencèrent sur les côtes Est et Ouest de Demerara, à West Berbice, et sur la côte de Corentyne. La production de riz à grande échelle par le gouvernement commença également à Burma dans la région de Mahaicony-Abary. L'utilisation de machines agricoles fut introduite dans cette région et les travaux commencèrent pour construire une décortiqueuse à riz moderne.

#### Bauxite
La Guyane britannique fut un important fournisseur de bauxite de haute qualité des États-Unis pendant les années de guerre. L'aluminium produit à partir de cette bauxite fut utilisé par l’industrie américaine pour la production d'avions. Environ les deux tiers de tous les avions alliés fabriqués pendant les années de guerre utilisèrent de l’aluminium fabriqué à partir de la bauxite guyanienne. À la suite de la demande pour la bauxite de Guyane, les exportations passèrent de 476 000 tonnes en 1939 à 1 902 000 tonnes en 1943. Cela permit à l'économie guyanienne de profiter des recettes obtenues grâce à ces exportations. La valeur monétaire des exportations de bauxite passa d'environ 2,9 millions de dollars au début des années 1940 à 6,7 millions en 1947. Cela s’explique par le développement de la Demerara Bauxite Company qui ouvrit deux mines à Mackenzie, créant ainsi plus d'emplois dans ce secteur pour les Guyaniens. À la fin de la guerre, le trésor guyanien disposait d’un excédent de plus de 6 millions de dollars, principalement en raison des revenus tirés de l'industrie de la bauxite.

### Affaires militaires

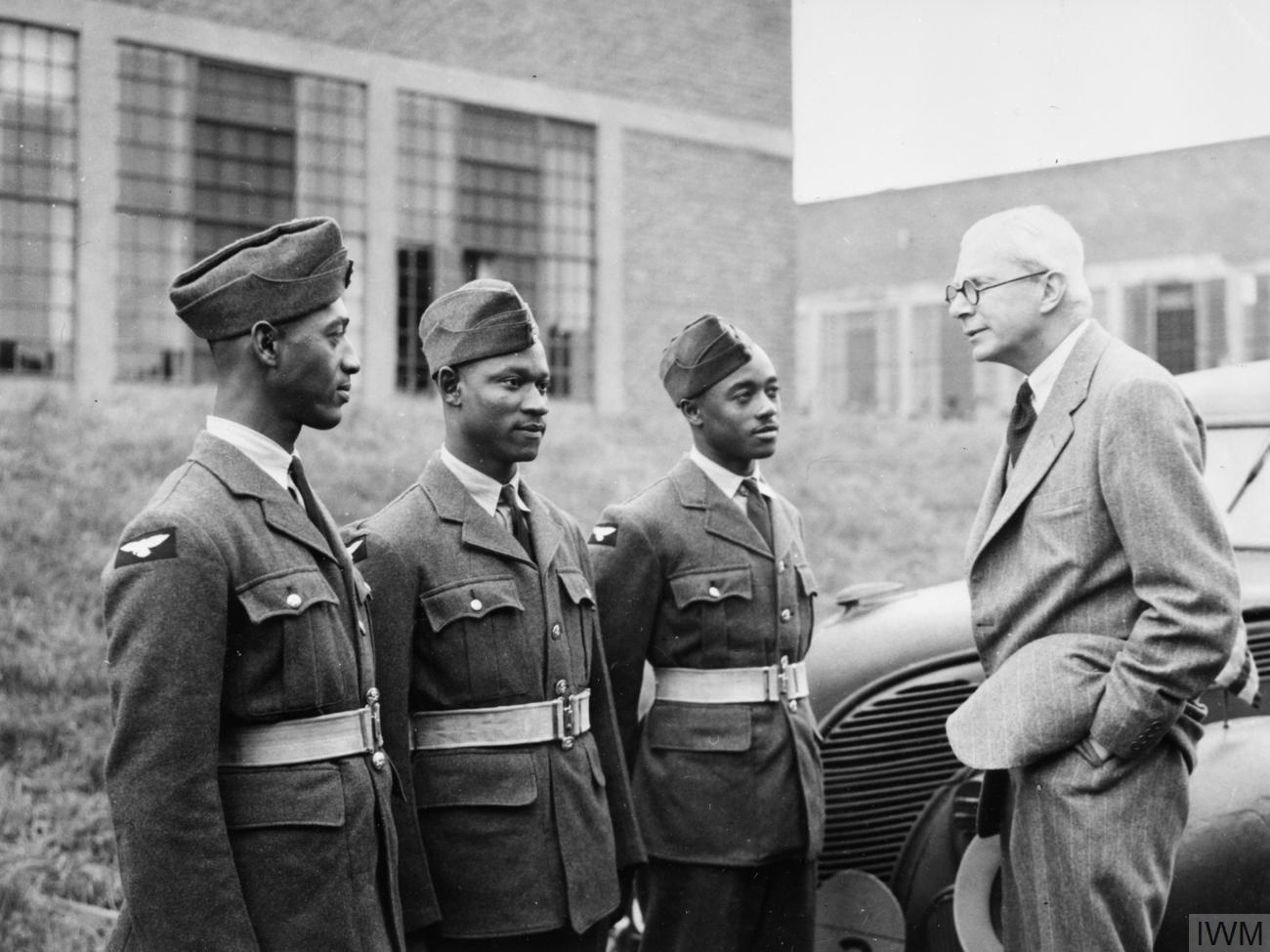
Des Antillais dans la Royal Air Force : le secrétaire d'État aux Colonies, Oliver Stanley, en train de converser avec trois volontaires (de gauche à droite: AC W. P. Ince de Guyane britannique, AC E. Johnson de Jamaïque et AC S. E. Johnson de Jamaïque) lors d'un défilé d’Antillais sur une base de la Royal Air Force dans le Yorkshire.

#### Personnel militaire guyanien
En Guyane britannique, à des fins défensives, le gouvernement organisa deux compagnies de milice, une garnison et une organisation de défense civile de volontaires. À la fin de 1941, 95 Guyaniens avaient rejoint les forces armées britanniques, dont 22 étaient engagés dans la Royal Air Force et 42 dans la Royal Navy. Les 31 autres furent recrutés pour d'autres travaux spécialisés. Nombre de Guyaniens travaillèrent aussi dans la marine marchande. En 1943, 32 Guyaniens s’enrôlèrent dans l'armée britannique, 20 se rendirent au Royaume-Uni pour travailler dans des usines de munitions et 48 rejoignirent la Réserve des volontaires de la Marine royale de Trinidad.
Bien que le premier lot de volontaires guyaniens reçut une formation en Grande-Bretagne, d'autres furent formés au Canada. Six hommes furent envoyés au Canada entre 1942 et 1943, suivis par cinq autres en septembre 1943. Certains étudiants guyaniens en Grande-Bretagne se portèrent également volontaires pour le service militaire. Parmi eux se trouvait E.R. Braithwaite, auteur du classique To Sir, With Love, qui servit en tant que personnel de bord dans la Royal Air Force. Quand la guerre prit fin en 1945, certains Guyaniens engagés dans l'armée décidèrent de rentrer chez eux, mais beaucoup choisirent de rester en Grande-Bretagne.

#### Base d’Atkinson
Les États-Unis, initialement restés neutres, acceptèrent en septembre 1940 de fournir 50 vieux destroyers de la Première Guerre mondiale à la Grande-Bretagne. En retour, la Grande-Bretagne loua aux États-Unis un certain nombre de sites qui s’étendaient de Terre-Neuve au nord à la Guyane britannique dans le sud. Ces bases, qui devaient être utilisées pour des bases militaires américaines, furent loués pour une durée de 99 années.
Avant même l’entrée en guerre des États-Unis en décembre 1941, les Américains commencèrent la construction d'une base aérienne à Hyde Park sur la rive est de la rivière Demerara à 40 kilomètres au sud de Georgetown. La forêt fut déboisée, les collines rasées, et une longue piste en béton fut construite en 1941. La base aérienne fut rapidement nommée base d’Atkinson, d’après le nom du commandant de la base, le major Atkinson. Plus tard dans l'année, le 44e escadron de reconnaissance américain y fut stationné pour protéger la base et pour assurer des patrouilles aériennes régulières entre le Panama et la Guyane britannique. Au même moment, un énorme dirigeable américain patrouillait le long de la côte de la Guyane britannique, quotidiennement à l'affût des sous-marins allemands.
Peu après son ouverture des avions américains commencèrent à arriver sur la base d’Atkinson, apportant des munitions et d'autres fournitures, qui étaient ensuite transportées par d'autres avions au-dessus de l'océan Atlantique en Afrique de l'Ouest. De là, les fournitures étaient transportées en Afrique du Nord à destination des forces britanniques combattant les Allemands. Les avions de guerre achetés par les Britanniques aux Américains furent également transportés en Afrique du Nord via la base d’Atkinson.